# Discografia di Neffa
La discografia di Neffa, cantautore e produttore discografico italiano attivo dalla fine degli anni ottanta, è costituita da dieci album in studio, una raccolta, un EP e oltre trenta singoli, di cui sei registrati in qualità di artista ospite.

## Album

### Album in studio
| Anno | Titolo                                                                                                | Classifiche | Certificazioni |
| Anno | Titolo                                                                                                | ITA         | Certificazioni |
| ---- | --- | ----------- | -------------- |
| 1996 | Neffa & i messaggeri della dopa - Pubblicato: 14 maggio 1996 - Etichetta: Black Out, Mercury          | 10          | - ITA: Oro     |
| 1998 | 107 elementi (con Deda e Al Castellana) - Pubblicato: 20 aprile 1998 - Etichetta: Black Out, PolyGram | —           |                |
| 2001 | Arrivi e partenze - Pubblicato: 2001 - Etichetta: Mercury                                             | 29          |                |
| 2003 | I molteplici mondi di Giovanni, il cantante Neffa - Pubblicato: 2003 - Etichetta: Sony Music          | 23          |                |
| 2006 | Alla fine della notte - Pubblicato: 2006 - Etichetta: Sony Music                                      | 19          |                |
| 2009 | Sognando contromano - Pubblicato: 19 giugno 2009 - Etichetta: Sony Music                              | 20          | - ITA: Oro     |
| 2013 | Molto calmo - Pubblicato: 18 giugno 2013 - Etichetta: Sony Music                                      | 17          |                |
| 2015 | Resistenza - Pubblicato: 4 settembre 2015 - Etichetta: Sony Music                                     | 14          |                |
| 2021 | AmarAmmore - Pubblicato: 2 aprile 2021 - Etichetta: Sony Music                                        | 44          |                |
| 2025 | Canerandagio parte 1 - Pubblicato: 18 aprile 2025 - Etichetta: Sony Music, Numero Uno                 | ―           |                |

### Raccolte
| Anno | Titolo                                                        | Classifiche |
| Anno | Titolo                                                        | ITA         |
| ---- | ------------------------------------------------------------- | ----------- |
| 2007 | Aspettando il sole - Pubblicato: 2007 - Etichetta: Sony Music | 57          |

### Colonne sonore
| Anno | Titolo                                                   |
| ---- | -------------------------------------------------------- |
| 2007 | Saturno contro - Pubblicato: 2007 - Etichetta: Sony, RCA |

## Extended play
| Anno | Titolo                                               |
| ---- | ---------------------------------------------------- |
| 1999 | Chicopisco - Pubblicato: 1999 - Etichetta: Universal |

## Singoli

### Come artista principale
| Anno | Titolo                                                   | Classifiche | Certificazioni     | Album di provenienza                              |
| Anno | Titolo                                                   | ITA         | Certificazioni     | Album di provenienza                              |
| ---- | -------------------------------------------------------- | ----------- | ------------------ | ------------------------------------------------- |
| 1996 | Aspettando il sole (featuring Giuliano "The King" Palma) | —           | - ITA: Platino     | Neffa & i messaggeri della dopa                   |
| 1996 | In linea                                                 | —           |                    | Neffa & i messaggeri della dopa                   |
| 1997 | Navigherò la notte (featuring Al Castellana)             | —           |                    | Torino Boys                                       |
| 1998 | Vento freddo (featuring Al Castellana)                   | —           |                    | 107 elementi                                      |
| 1998 | Suona ancora                                             | —           |                    | 107 elementi                                      |
| 2001 | La mia signorina                                         | 13          | - ITA: Oro         | Arrivi e partenze                                 |
| 2003 | Prima di andare via                                      | 10          | - ITA: Oro         | I molteplici mondi di Giovanni, il cantante Neffa |
| 2004 | Le ore piccole                                           | 24          |                    | I molteplici mondi di Giovanni, il cantante Neffa |
| 2006 | Il mondo nuovo                                           | 10          |                    | Alla fine della notte                             |
| 2006 | Cambierà                                                 | 13          |                    | Alla fine della notte                             |
| 2007 | Passione                                                 | 7           |                    | Alla fine della notte                             |
| 2007 | La notte                                                 | —           |                    | Alla fine della notte                             |
| 2009 | Lontano dal tuo sole                                     | 10          | - ITA: Oro         | Sognando contromano                               |
| 2009 | Nessuno                                                  | —           |                    | Sognando contromano                               |
| 2010 | Qualcosa di più                                          | —           |                    | Sognando contromano                               |
| 2013 | Molto calmo                                              | —           | - ITA: Oro         | Molto calmo                                       |
| 2013 | Quando sorridi                                           | 19          | - ITA: Oro         | Molto calmo                                       |
| 2013 | Dove sei                                                 | 24          | - ITA: Platino     | Molto calmo                                       |
| 2014 | Per sognare ancora                                       | —           |                    | Molto calmo                                       |
| 2015 | Sigarette                                                | —           | - ITA: Oro         | Resistenza                                        |
| 2015 | Colpisci                                                 | —           |                    | Resistenza                                        |
| 2016 | Sogni e nostalgia                                        | 80          |                    | Resistenza Special Edition                        |
| 2016 | 'O sarracino                                             | —           |                    | Resistenza Special Edition                        |
| 2016 | Un piccolo ricordo di Maria                              | —           |                    | Resistenza Special Edition                        |
| 2021 | Aggio perzo 'o suonno (feat. Coez)                       | 48          | - ITA: Oro         | AmarAmmore                                        |
| 2021 | Una direzione giusta (con Yungest Moonstar)              | 8           | - ITA: Platino (3) | /                                                 |
| 2022 | Universo (con Deda e Fabri Fibra)                        | —           |                    | House Party                                       |
| 2024 | Fogliemorte (con Fabri Fibra)                            | 66          |                    | /                                                 |
| 2025 | Littlefunkyintro                                         | —           |                    | Canerandagio parte 1                              |
| 2025 | Canerandagio (feat. Izi)                                 | —           |                    | Canerandagio parte 1                              |
| 2025 | Santosubito/Rubik                                        | —           |                    | Canerandagio                                      |

### Come artista ospite
| Anno | Titolo                                 | Classifiche | Certificazioni | Album di provenienza |
| Anno | Titolo                                 | ITA         | Certificazioni | Album di provenienza |
| ---- | -------------------------------------- | ----------- | -------------- | -------------------- |
| 2013 | Panico (Fabri Fibra feat. Neffa)       | 30          | - ITA: Oro     | Guerra e pace        |
| 2015 | Nella macchina (Marracash feat. Neffa) | —           |                | Status               |
| 2015 | Se mi chiami (Rocco Hunt feat. Neffa)  | 69          | - ITA: Platino | SignorHunt           |
| 2016 | Parigi (Emis Killa feat. Neffa)        | 72          | - ITA: Oro     | Terza stagione       |
| 2019 | Se tornerai (Rocco Hunt feat. Neffa)   | 64          | - ITA: Oro     | Libertà              |
| 2022 | Eclissi (Gemitaiz feat. Neffa)         | 49          | - ITA: Oro     | Eclissi              |

## Videografia

### Video musicali
| Anno | Titolo                                               | Regista/i                    |
| ---- | ---------------------------------------------------- | ---------------------------- |
| 1996 | Aspettando il Sole (feat. Giuliano "The King" Palma) |                              |
| 1998 | Vento freddo (feat. Al Castellana)                   | Claudio Sinatti              |
| 1998 | Non tradire mai (feat. Al Castellana)                | Claudio Sinatti              |
| 2001 | La mia signorina                                     |                              |
| 2001 | Alla fermata                                         | Ago Panini                   |
| 2002 | Sano e salvo                                         | Daniele Persica              |
| 2003 | Prima di andare via                                  |                              |
| 2003 | Quando finisce così                                  | Riccardo Struchil            |
| 2003 | Come mai                                             | Riccardo Struchil            |
| 2004 | Le ore piccole                                       | Gaetano Morbioli             |
| 2004 | Lady                                                 |                              |
| 2004 | Sto viaggiando verso di te                           | Riccardo Struchil            |
| 2006 | Il mondo nuovo                                       | Fabio Luongo                 |
| 2006 | Cambierà                                             | Claudio D'Avascio            |
| 2007 | Passione                                             | Maria Sole Tognazzi          |
| 2009 | Lontano dal tuo Sole                                 | Fabio Jansen                 |
| 2009 | Nessuno                                              | Fabio Jansen                 |
| 2010 | Faccia come il cuore (come Due di Picche)            | Gaetano Morbioli             |
| 2010 | Fare a meno di te (come Due di Picche)               | Gaetano Morbioli             |
| 2013 | Molto calmo                                          | Fabio Jansen                 |
| 2013 | Quando sorridi                                       | Fabio Jansen                 |
| 2014 | Per sognare ancora                                   | Massimo Montigiani           |
| 2015 | Sigarette                                            | Cosimo Alemà                 |
| 2015 | Colpisci                                             | Mosè Rodriguez               |
| 2016 | Sogni e nostalgia                                    | Fabio Jansen, Mosè Rodriguez |
| 2024 | Fogliemorte (feat. Fabri Fibra)                      | Mattia Di Tella              |

#### Partecipazioni in video di altri artisti
| Anno | Titolo             | Artista                        | Regista/i                     |
| ---- | ------------------ | ------------------------------ | ----------------------------- |
| 1999 | 999 il passaggio   | Joel feat. Neffa               |                               |
| 2008 | Chiedersi come mai | Sud Sound System feat. Neffa   | Fabio Luongo                  |
| 2013 | Panico             | Fabri Fibra feat. Neffa        | Gaetano Morbioli              |
| 2015 | Se mi chiami       | Rocco Hunt feat. Neffa         | Cosimo Alemà                  |
| 2016 | Caramelle          | J-Ax feat. Neffa               | Mauro Russo                   |
| 2016 | Parigi             | Emis Killa feat. Neffa         | Andrea Folino, Corrado Perria |
| 2021 | Respiro ancora     | Livio Cori feat. Neffa         | Mauro Ronga                   |
| 2022 | Eclissi            | Gemitaiz feat. Neffa           | Manuel Marini                 |
| 2022 | Universo           | Deda feat. Fabri Fibra e Neffa | Matteo Bombarda               |

## Collaborazioni

### Come artista
- 1993 – DJ Gruff – Rapadopa (in La rapadopa e Senti bene)
- 1994 – AA.VV. - Livello 57 (in Il richiamo della cippa; accreditato come Etti Panetti)
- 1996 – Kaos – Fastidio (intera produzione e featuring in Meglio che scendi e Ora non ridi più)
- 1997 – DJ Gruff – Zero Stress (feat. in L'agiluomo, Zero Stress pt. 1, Sucker Jump e strumentali in Tifititaf)
- 1997 – Irene Lamedica – Soulista (in Portami fuori dal tempo e L'epicentro del funk)
- 1997 – Casino Royale – 1996: Adesso! (nella versione remixata di Cose difficili con i Sangue Misto)
- 1998 – Marina Rei – T'innamoremix (produzione e featuring)
- 1998 – Reggae National Tickets – Feel the Vibes (Remix)
- 1998 – Flaminio Maphia – Torino Boys (produzione in Sbroccatamente si vive la notte)
- 1998 – Melma & Merda – Merda & melma (produzione in Oggi no)
- 1999 – Fritz da Cat – Novecinquanta (in L'incognita)
- 1999 – Joel – Lo scrivano (in 999 Il passaggio)
- 1999 – Kaos – L'attesa (produzione in La via del vuoto)
- 2000 – Zora la vampira (Tutto il tempo con Francesca Touré e Solo nel buio della notte con Dre Love)
- 2001 – Flaminio Maphia – Resurrezione (in Ragazze acidelle)
- 2002 – Fabri Fibra – Turbe giovanili (produzione)
- 2005 – Gopher, Kaos e Moddi Mc – Twelve Step Program in Già da un po'
- 2005 – Edoardo Bennato – La fantastica storia del Pifferaio Magico (in Addosso al gatto)
- 2006 – Gopher – Wastasi Shocase (in Break con lo pseudonimo di Johnny Boy)
- 2008 – Katzuma.org – Bust a Loose e Let's Do in the Hay (in Volume 2 - Rituals of Life, con lo pseudonimo di Johnny Boy and The Neffertons)
- 2011 – Mama Marjas – 90 (in Sexy Love)
- 2015 – J-Ax – Il bello d'esser brutti (in Caramelle)
- 2015 – Nina Zilli – Frasi & fumo (in Schema libero)
- 2021 – TY1 – Djungle (in Nun me saje)
- 2022 – Fabri Fibra – Caos (in Sulla giostra)
- 2022 – Coez – Volare (in Cerchi con il fumo)

### Come autore
- 2006 – Resta qui – Mietta (74100)
- 2007 – Fiori – Adriano Celentano (Dormi amore, la situazione non è buona)
- 2010 – L'amore che ho – Emma (A me piace così) (autore e compositore unico)
- 2011 – Un finale diverso – Marco Mengoni (Solo 2.0)
- 2013 – Cuore nero – Chiara (Un posto nel mondo)
- 2014 – Lungo la riva – Sister Cristina (The Voice of Italy - La finale)
- 2015 – Frasi & fumo – Nina Zilli (tracce 1-3, 5, 7, 9, 10, 12 e 14)
- 2020 – Mal di testa – Elodie e Fabri Fibra (This Is Elodie) (autore e produttore)
- 2021 – Tu non devi – Noemi (Metamorfosi)